# Polygala bicornis
Polygala bicornis är en jungfrulinsväxtart som först beskrevs av William John Burchell, och fick sitt nu gällande namn av Chod.. Polygala bicornis ingår i släktet jungfrulinssläktet, och familjen jungfrulinsväxter. Inga underarter finns listade i Catalogue of Life.